# Norstjärnen (Björna socken, Ångermanland)
Norstjärnen är en sjö i Örnsköldsviks kommun i Ångermanland och ingår i Gideälvens huvudavrinningsområde.